# C/2023 P1 Nishimura
C/2023 P1 (Nishimura) è una cometa non periodica scoperta il 12 agosto 2023 dall'astrofilo giapponese Hideo Nishimura: la cometa al momento della scoperta era di magnitudine apparente 10,5 circa.
La cometa ha un'orbita retrograda, con un periodo di circa 433 anni. A settembre 2023 ha raggiunto una magnitudine apparente di circa 2,5 ma ad occhio nudo non è stato possibile vederla in alcuno dei due emisferi.

## Storia delle osservazioni
La cometa Nishimura è stata scoperta dall'astrofilo giapponese Hideo Nishimura in fotografie acquisite la notte del 12 agosto 2023 con un teleobiettivo da 200mm f/3 montato su una fotocamera Canon EOS 6D; la cometa si trovava a circa 1 au dal Sole ed appariva come un oggetto con magnitudine pari a 10,5, nel cielo dell'alba. Nishimura si rese conto inoltre di aver fotografato la cometa anche la notte precedente.
Robert Weryk ha identificato delle immagini di prescoperta acquisite da Pan-STARRS il 19, 24 e 25 gennaio 2023, permettendo di portare a sette mesi l'arco osservativo. La cometa appariva allora come un oggetto della 22ª magnitudine.

## Sciame meteorico
L'astronomo John Greaves ha rilevato una notevole somiglianza tra l'orbita della cometa e quella dello sciame meteorico delle Sigma Idridi, attive tra il 22 novembre ed il 18 gennaio, ipotizzando un collegamento tra la cometa e lo sciame: se questo legame fosse reale esiste la possibilità di una pioggia meteorica il 30 novembre 2023 con un radiante posto alle coordinate 7 H 48 M, + 5°.